# Flubber (1997)
Flubber ist eine US-amerikanische Filmkomödie von Les Mayfield, erschienen im Jahr 1997. Die Hauptrolle spielte Robin Williams. Der Science-Fiction-Film aus dem Hause Disney ist eine Neuverfilmung von Der fliegende Pauker (The Absent-Minded Professor, 1961) von Robert Stevenson mit Fred MacMurray in der Hauptrolle. Der Film startete am 19. März 1998 in den deutschen Kinos.

## Handlung
Der chaotische Professor Philip Brainard soll seine Verlobte Sara Jean Reynolds heiraten, die er bereits zweimal vor dem Altar stehen ließ. Kurz vor dem dritten Termin erfindet er eine als Flubber bezeichnete Substanz, die fliegen kann. Sie kann sogar das Auto des Professors zum Fliegen bringen.
Der Unternehmer Chester Hoenicker beauftragt Leute, die den Flubber stehlen. Brainard und Reynolds suchen Hoenicker auf, und es gelingt ihnen, mit Hilfe der Substanz die Verbrecher zu überwältigen. Am Ende heiraten Brainard und Reynolds, sie fliegen mit dem Auto in die Flitterwochen.

## Hintergründe
Der Film spielte weltweit in den Kinos ca. 178 Millionen US-Dollar ein.
In einem Cameo-Auftritt als Sekretärin ist Nancy Olson zu sehen. Dies ist eine Reminiszenz an ihre Hauptrolle in den ursprünglichen Flubber-Filmen, Der fliegende Pauker (The Absent-Minded Professor, 1961) und dessen Fortsetzung Der Pauker kann’s nicht lassen (Son of Flubber, 1963).

## Synchronisation
Die deutsche Synchronbearbeitung entstand 1997 in den Ateliers der Lingua Film in München. Das Dialogbuch verfassten Sabine und Cornelius Frommann, Synchronregie führte Benedikt Rabanus.
| Rolle                     | Darsteller           | Synchronsprecher     |
| ------------------------- | -------------------- | -------------------- |
| Professor Philip Brainard | Robin Williams       | Peer Augustinski     |
| Dr. Sara Jean Reynolds    | Marcia Gay Harden    | Marietta Meade       |
| Wilson Croft              | Christopher McDonald | Fritz von Hardenberg |
| Chester Hoenicker         | Raymond J. Barry     | Arthur Brauss        |
| Smith                     | Clancy Brown         | Oliver Stritzel      |
| Wesson                    | Ted Levine           | Tilo Schmitz         |
| Bennett Hoenicker         | Wil Wheaton          | Alexander Brem       |
| Minister                  | Dakin Matthews       | Michael Habeck       |
| „Weebo“                   | Jodi Benson          | Katrin Fröhlich      |

## Auszeichnungen
1998
- Blockbuster Entertainment Award für Robin Williams (gewonnen)
- Kids’ Choice Award für Robin Williams (nominiert)
- Deutscher Bogey Award für den Film (gewonnen)
- BMI Film Music Award für Danny Elfman (gewonnen)

## Kritiken
James Berardinelli schrieb auf ReelViews, der Film sei ein Remake des Films The Absent-Minded Professor aus dem Jahr 1961 und dass er amüsant finde, dass die Produzenten den älteren Film als einen „Klassiker“ bezeichnen würden. Er lobte stark die Darstellung von Robin Williams, fand aber ansonsten wenig Positives an der Komödie und schrieb, der Film wäre ausschließlich für Zuschauer unter 10 Jahren konzipiert.
Cinema 3/1998 bezeichnete den Film als „antiquiert“ und „unnütz“. TV Today 6/1998 schrieb, der Film wäre „nur für Kleinkinder komisch“. TV Movie 6/1998 kritisierte die Handlung und die schlechten Spezialeffekte.

„Turbulente, gelegentlich allzu lärmende Neuverfilmung der Disney-Komödie ‚Der fliegende Pauker‘ aus dem Jahr 1961. Mit Hilfe moderner Spezialeffekte nutzt der weitgehend unterhaltsame Familienfilm zwar geschickt die Oberflächenreize der Geschichte, kann aber freilich nie den altmodischen Charme des Originals erreichen.“

## Medien
DVD-Veröffentlichung
- Flubber. Warner Home Video 2002

Soundtrack
- Danny Elfman: Disney's Flubber. An Original Walt Disney Records Soundtrack. Walt Disney Records (Wonderland Music), Burbank 1998, Tonträger-Nr. WD 0604592 – Originalaufnahme der Filmmusik unter Leitung von Artie Kane